# ゆずれない夏
「ゆずれない夏」（ゆずれないなつ）は、日本のバンドTUBEの21枚目のシングルである。1995年4月26日発売。発売元はソニー・ミュージックレコーズ。

## 概要
- 前作から6ヶ月ぶりとなるシングル。
- カップリング曲の「もう一度あなたと…」は本作のCDが廃盤になって以降、長い間アルバム未収録で入手困難な状況が続いたが、2025年7月12日に各配信サイトでのダウンロード配信及びサブスクリプション配信が開始された[1]。

## 収録曲
| 全作詞: 前田亘輝、全作曲: 春畑道哉、全編曲: TUBE。 |                                     |          |            |      |
| #                                                  | タイトル                            | 作詞     | 作曲・編曲 | 時間 |
| 1.                                                 | 「ゆずれない夏」                    | 前田亘輝 | 春畑道哉   | 4:48 |
| 2.                                                 | 「もう一度あなたと…」               | 前田亘輝 | 春畑道哉   | 4:43 |
| 3.                                                 | 「ゆずれない夏 (Original Karaoke)」 | 前田亘輝 | 春畑道哉   | 4:48 |
| 合計時間:                                          | 合計時間:                           | 14:19    |            |      |

## 収録アルバム
- ゆずれない夏 (#1)
- TUBEst II (#1)
- MIX TUBE-Remixed by Piston Nishizawa- (#1、ミックスバージョン)
- Best of TUBEst 〜All Time Best〜 (#1)
- 35年で35曲 “夏と恋” ～夏の数だけ恋したけど～（#1、リミックス）
- All Singles TUBEst -Blue- (#1)

## タイアップ
ゆずれない夏
- TBS系『COUNT DOWN TV』エンディングテーマ

## 参加ミュージシャン
- 沓野行秀(Riding)：パーカッション
- 中尾昌文：マニピュレート
- 古川真一：コーラス